# Дроново (Амурская область)
Дро́ново — село в Благовещенском районе Амурской области России.
Входит в состав Грибского сельсовета.

## География
Село Дроново стоит долине реки Большой Алим (левый приток Амура).
Дорога к селу Дроново идёт от Благовещенска через сёла Владимировка, Волково и Грибское, расстояние — 23 км.
Расстояние до административного центра Грибского сельсовета села Грибское — 7 км (на запад).
От села Дроново на восток идёт дорога к селу Садовое Тамбовского района.

## Население
| 2002 | 2010 | 2012 | 2013 | 2014 | 2015 | 2016 |
| ---- | ---- | ---- | ---- | ---- | ---- | ---- |
| 187  | ↗207 | ↗227 | ↗232 | ↗241 | ↘238 | ↗241 |
| 2017 | 2018 |      |      |      |      |      |
| ↘233 | ↘232 |      |      |      |      |      |

## Улицы
| - ул. Нагорная, - пер. Новый, | - ул. Степная, - ул. Центральная. |

## Инфраструктура
- Сельскохозяйственные предприятия Благовещенского района.